# Tessellota
Tessellota is een geslacht van vlinders van de familie spinneruilen (Erebidae), uit de onderfamilie Arctiinae.

## Soorten
- T. cancellata Burmeister, 1878
- T. pura Breyer, 1957
- T. trifasciata Burmeister, 1878